# 大须

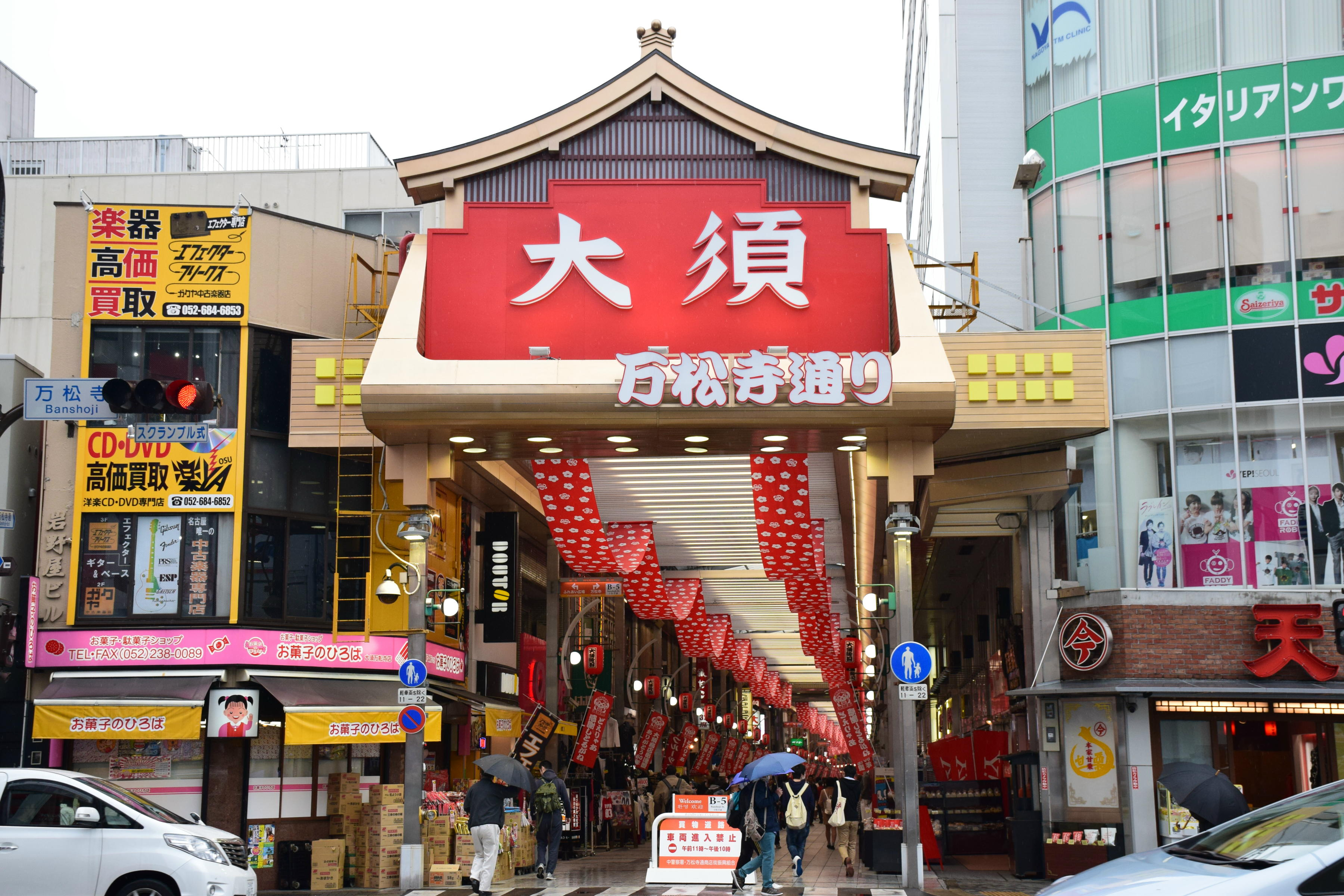
大须商店街（万松寺通商店街）

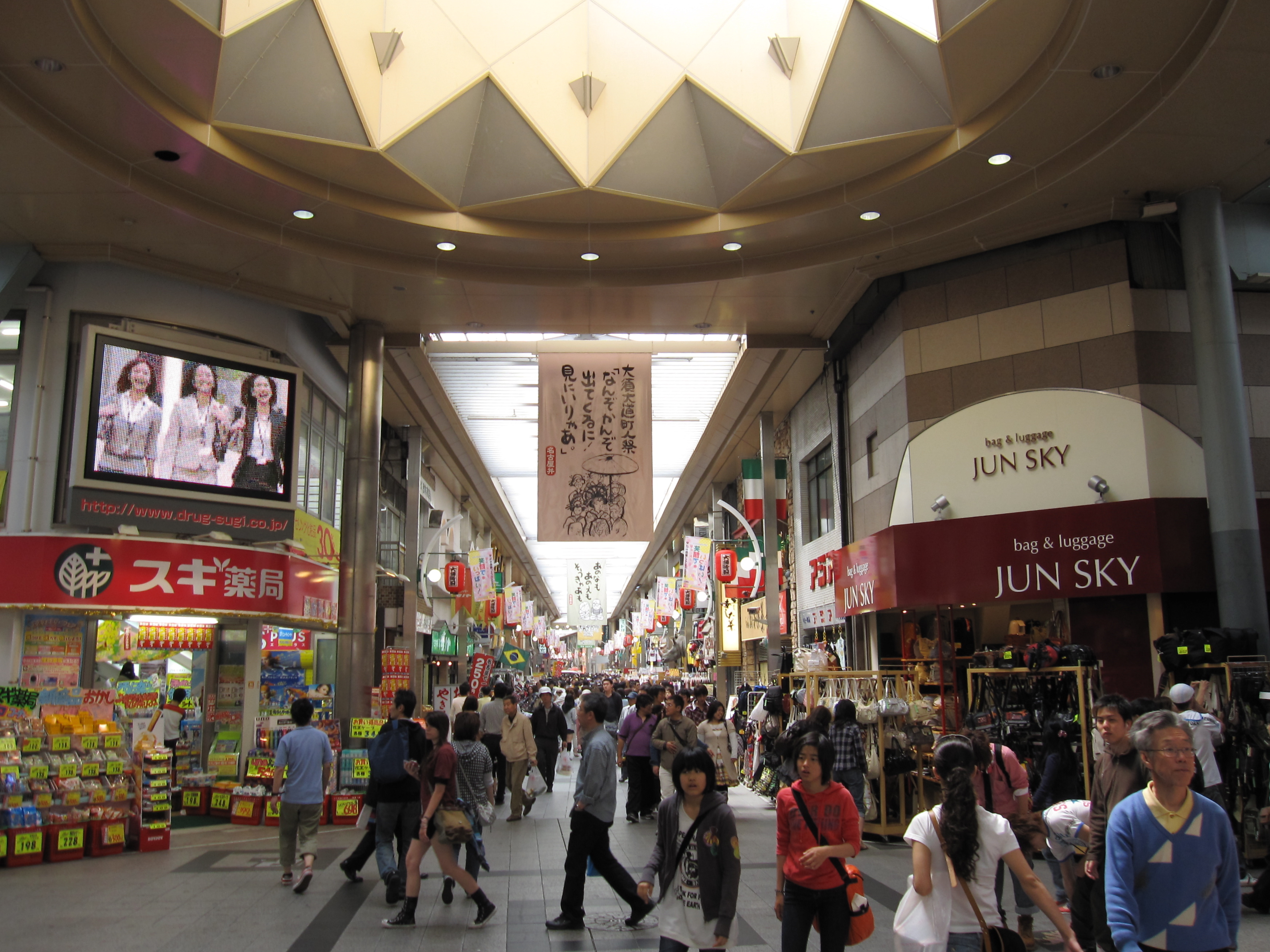
大须商店街（东仁王门通商店街）

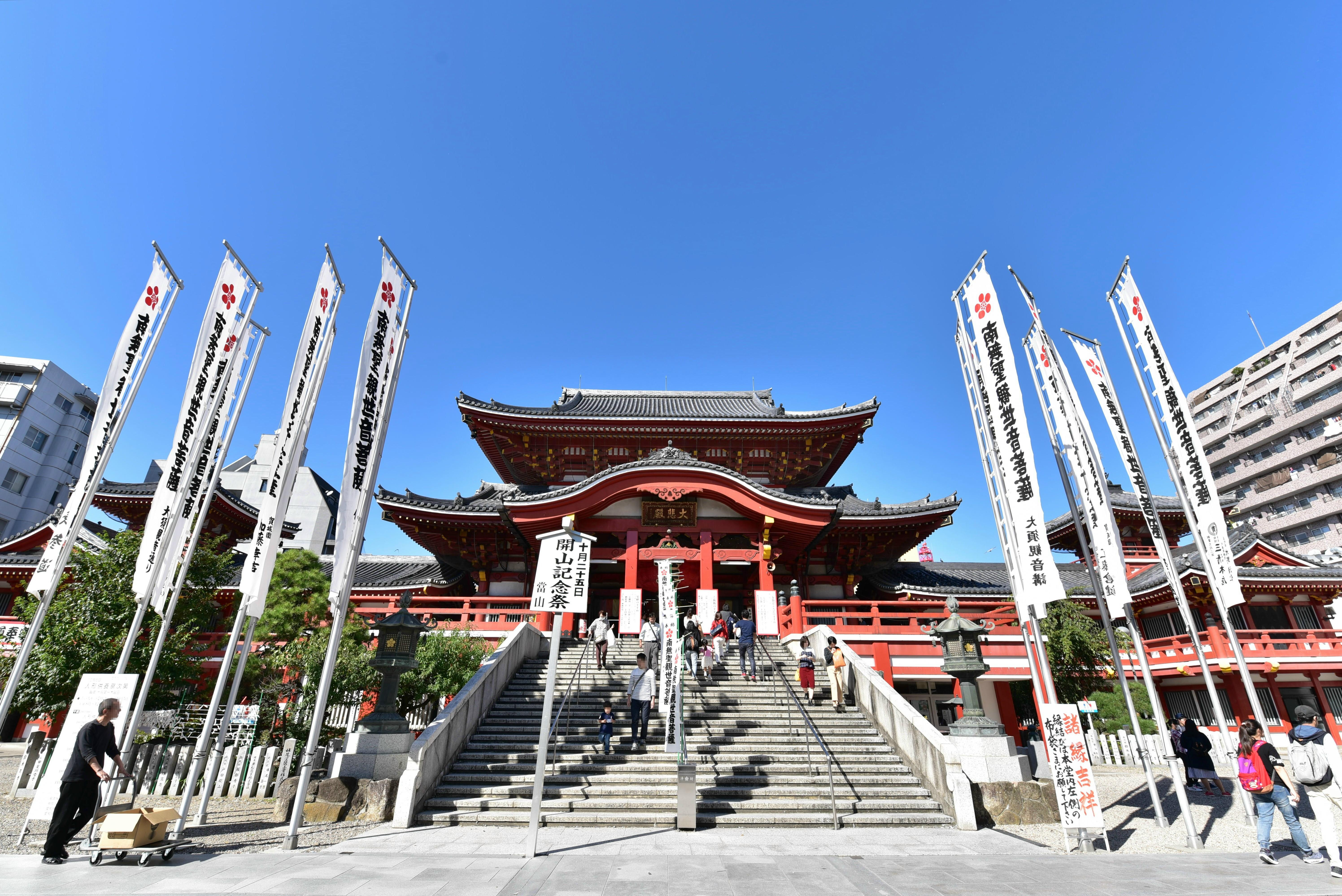
大须观音

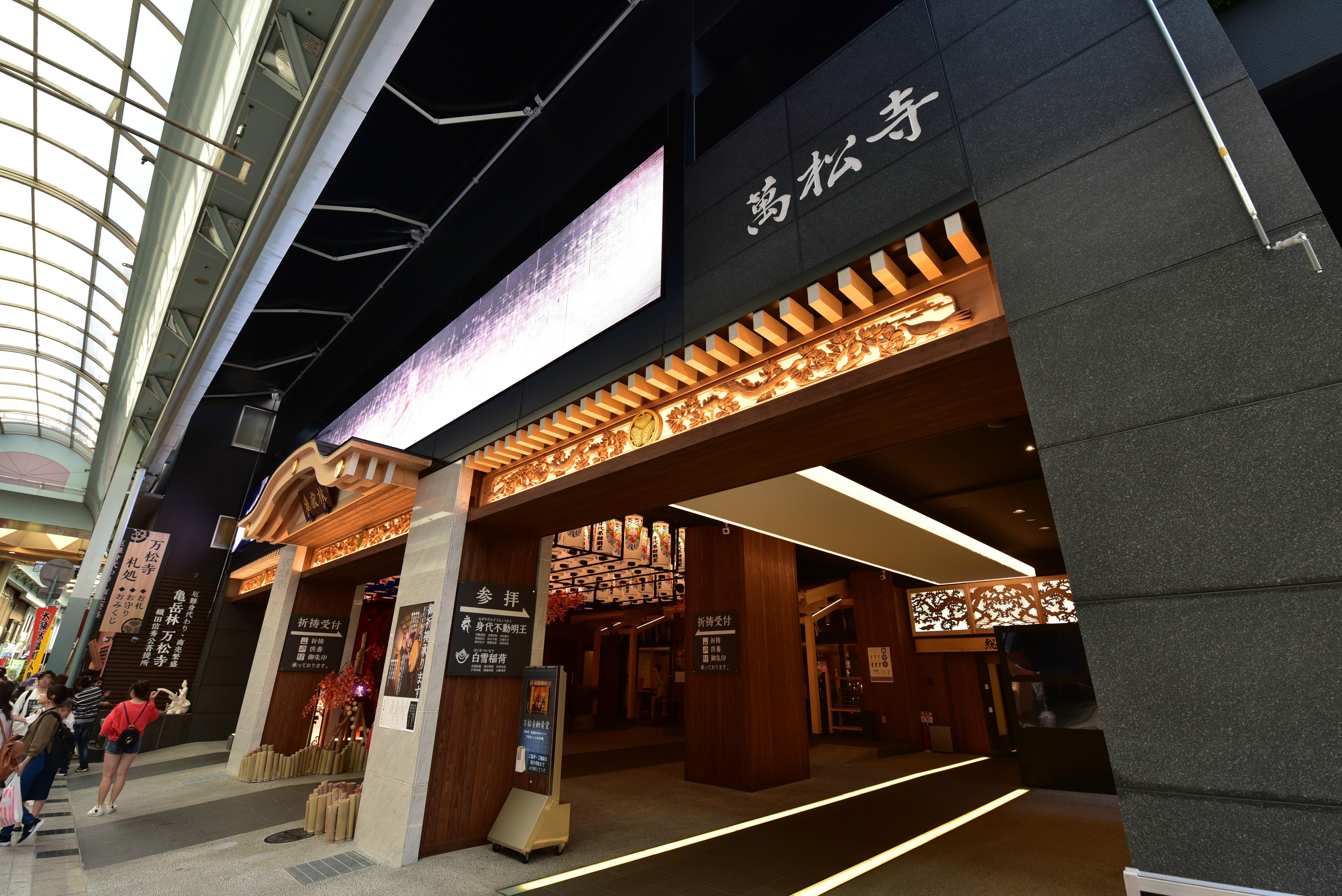
万松寺

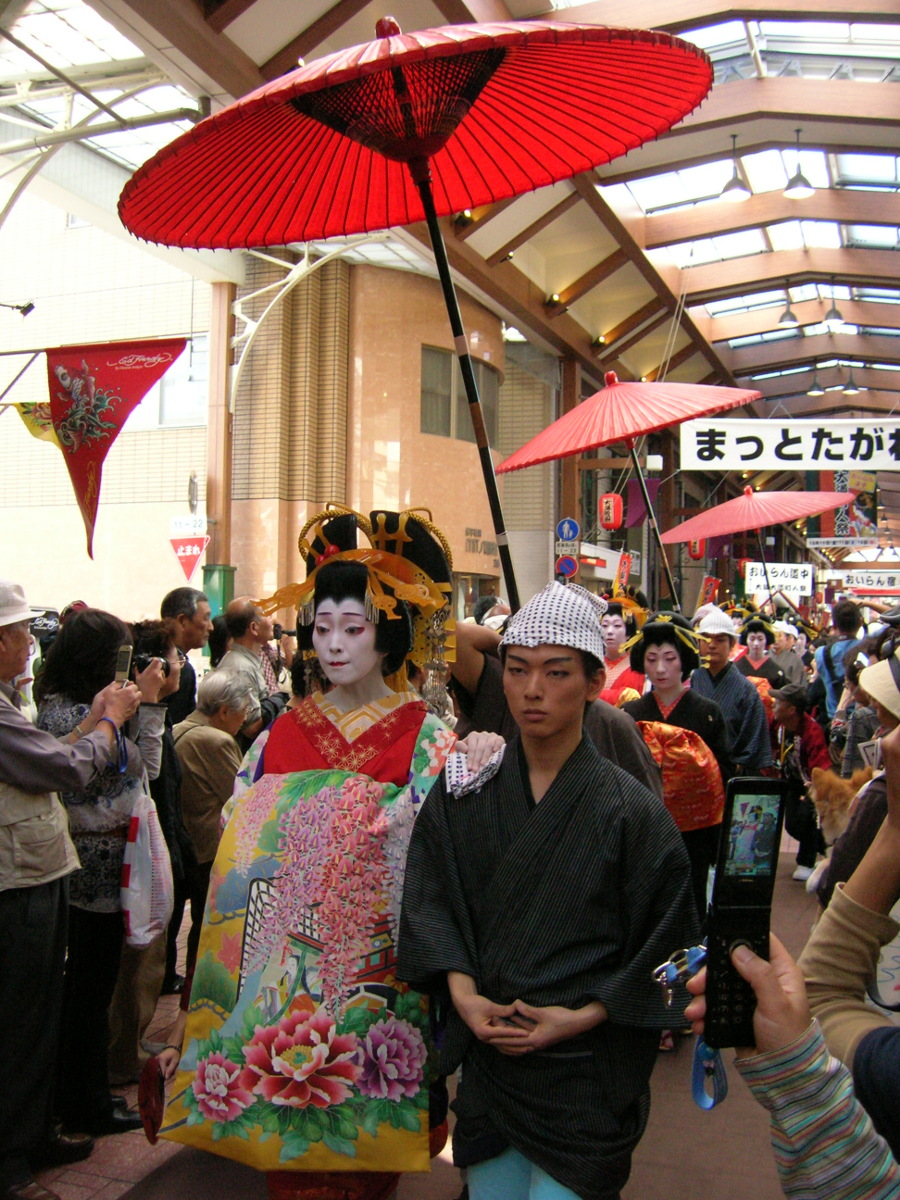
2008年的大须大道町人祭

大须（日语：／ Ōsu */?）是位於日本名古屋市中区的商业街，和东京都秋叶原、大阪市日本桥並称为日本三大電器街。

## 历史
大须历史悠久，沿街有许多小商店，提供从日本传统食品到手工艺品的各种商品。

## 建筑
辖区内有众多寺庙和神龛，其中最出名为大须观音和万松寺，以及本愿寺名古屋别院。

## 活动
- 世界Cosplay高峰会是每年7月下旬、8月上旬举办的Cosplay赛事。
- 大须大道町人祭是每年10月中旬的活动，其中花魁游行是重头戏。